# Töres Persson
Töres Persson var enligt traditionen Åmåls egentliga grundläggare. Han var troligen den drivande kraften bakom stadens tillblivelse. Han var borgmästare 1656 till 1681. Förutom stadens andre borgmästare  var han krögare, timmerhandlare och jordbrukare.